# Дверь в полу
«Дверь в полу» (англ. The Door in the Floor) — американский художественный фильм 2004 года, поставленный в жанре комедийной драмы режиссёром Тодом Уильямсом по мотивам романа Джона Ирвинга «Вдова на год».

## Сюжет
Писатель Тед Коул переживает гибель в аварии двух сыновей. В результате этого он едва не сходит с ума. Он пытается заставить свою жену Мэрион развестись с ним. Он нанимает в секретари совсем юного парня, который похож на одного из его сыновей. Но вдруг между женой и секретарём завязывается роман. Найдут ли супруги выход из сложившихся обстоятельств?

## В главных ролях
| Актёр         | Роль               |
| ------------- | ------------------ |
| Джефф Бриджес | Тед Коул           |
| Ким Бейсингер | Мэрион Коул        |
| Джон Фостер   | Эдди               |
| Бижу Филлипс  | Элис               |
| Мими Роджерс  | Ивлин Вон          |
| Эль Фэннинг   | Рут Коул           |
| Донна Мерфи   | владелица магазина |

## Отзывы
Фильм получил смешанные отзывы. На сайте Rotten Tomatoes рейтинг фильма составил 67 % со средним баллом 6,4.